# 日本とエスワティニの関係
日本とエスワティニの関係（にほんとエスワティニのかんけい、英語: Japan-Eswatini relations）では、日本とエスワティニの関係について概説する。日本とエスワティニ王国の関係や旧国名から日本とスワジランドの関係、日本とスワジランド王国の関係とも。概ね友好的な関係を築いている。

## 両国の比較
|                   | エスワティニ                | 日本                            | 両国の差                        |
| ----------------- | --------------------------- | ------------------------------- | ------------------------------- |
| 人口              | 116万164人（2020年）        | 1億2583万人（2020年）           | 日本はエスワティニの約108.4倍   |
| 国土面積          | 1万7000 km2                 | 37万7972 km2                    | 日本はエスワティニの約22.2倍    |
| 人口密度          | 67 人/km2（2020年）         | 345 人/km2（2020年）            | 日本はエスワティニの約5.1倍     |
| 首都              | ムババーネ                  | 東京都                          |                                 |
| 最大都市          | マンジニ                    | 東京都区部                      |                                 |
| 政体              | 絶対君主制                  | （民主制）議院内閣制            |                                 |
| 公用語            | スワジ語 英語               | 日本語（事実上）                |                                 |
| 通貨              | リランゲニ                  | 日本円                          |                                 |
| 国教              | なし                        | なし                            |                                 |
| 人間開発指数      | 0.588                       | 0.919                           |                                 |
| 民主主義指数      | 3.14                        | 7.99                            |                                 |
| GDP（名目）       | 39億7273万米ドル（2020年）  | 4兆9754億1524万米ドル（2019年） | 日本はエスワティニの約1,252.4倍 |
| 一人当たり名目GDP | 3,424.3米ドル（2020年）     | 39,538.9米ドル（2020年）        | 日本はエスワティニの約11.5倍    |
| GDP（購買力平価） | 102億8188万米ドル（2019年） | 5兆5043億3091万米ドル（2019年） | 日本はエスワティニの約535.3倍   |
| 一人当たり実質GDP | 8,862.4米ドル（2019年）     | 43,593.5米ドル（2019年）        | 日本はエスワティニの約4.9倍     |
| 経済成長率        | 2.6％（2019年）             | 0.3%（2019年）                  |                                 |
| 軍事費            | 7510万9758米ドル（2020年）  | 491億4855万米ドル（2020年）     | 日本はエスワティニの約654.4倍   |

## 歴史
1968年にイギリスからスワジランドという国名で独立。同年9月には日本は同国を国家承認し、遅れて1971年5月には外交関係を樹立した。ただし、2025年現在両国ともに大使館実館を開設しておらず、日本側はプレトリアの在南アフリカ日本国大使館が同国を兼轄し、エスワティニ側はクアラルンプールの在マレーシアエスワティニ高等弁務官事務所が日本を兼轄している。
2018年4月19日に挙行された独立50周年記念式典で国王であるムスワティ3世は、同国の国名をスワジランドから「エスワティニ王国」に変更することを宣言した。これに従い日本語での表記も「エスワティニ王国」に変更されている。

## 外交

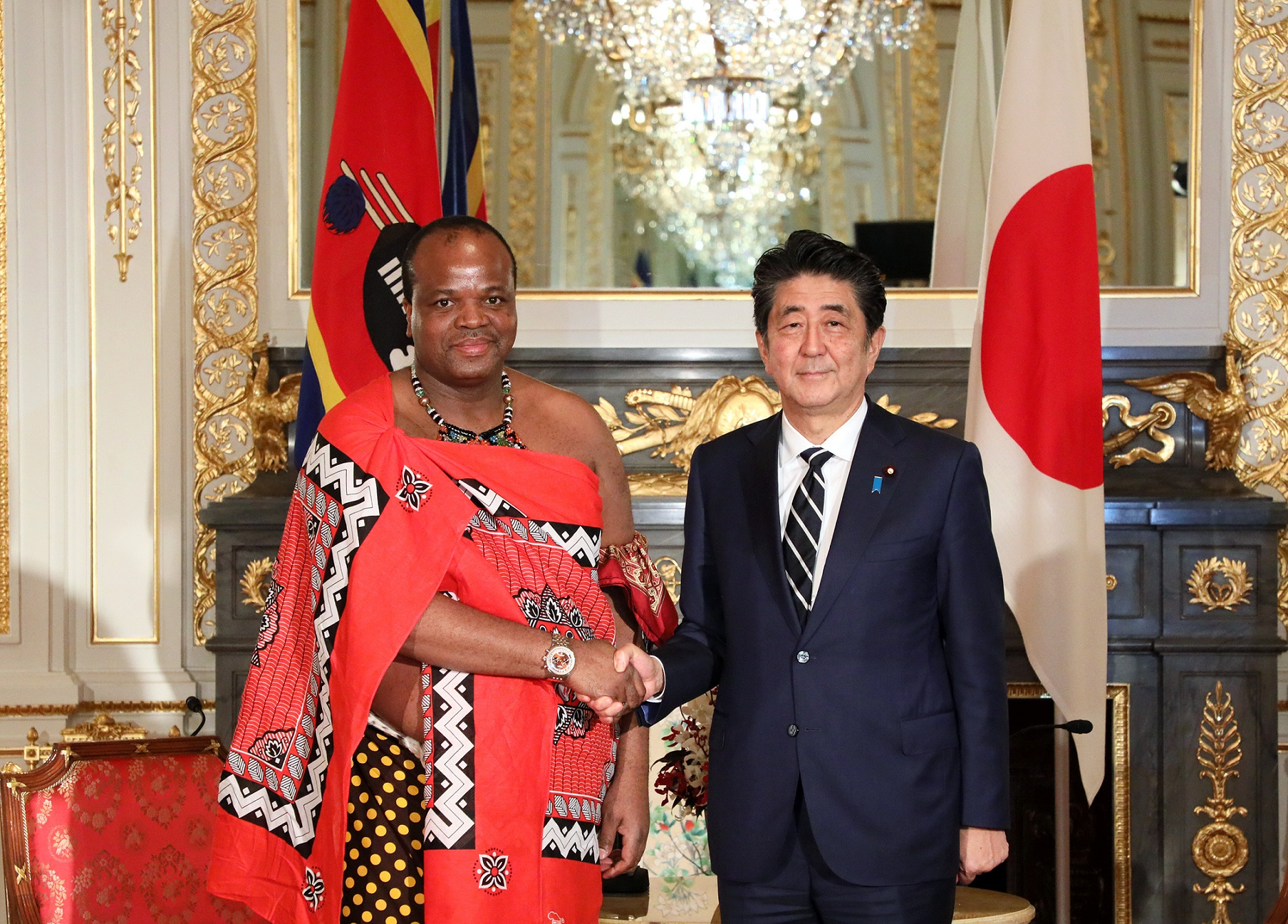
安倍晋三首相（右）と握手するムスワティ3世国王（2019年）

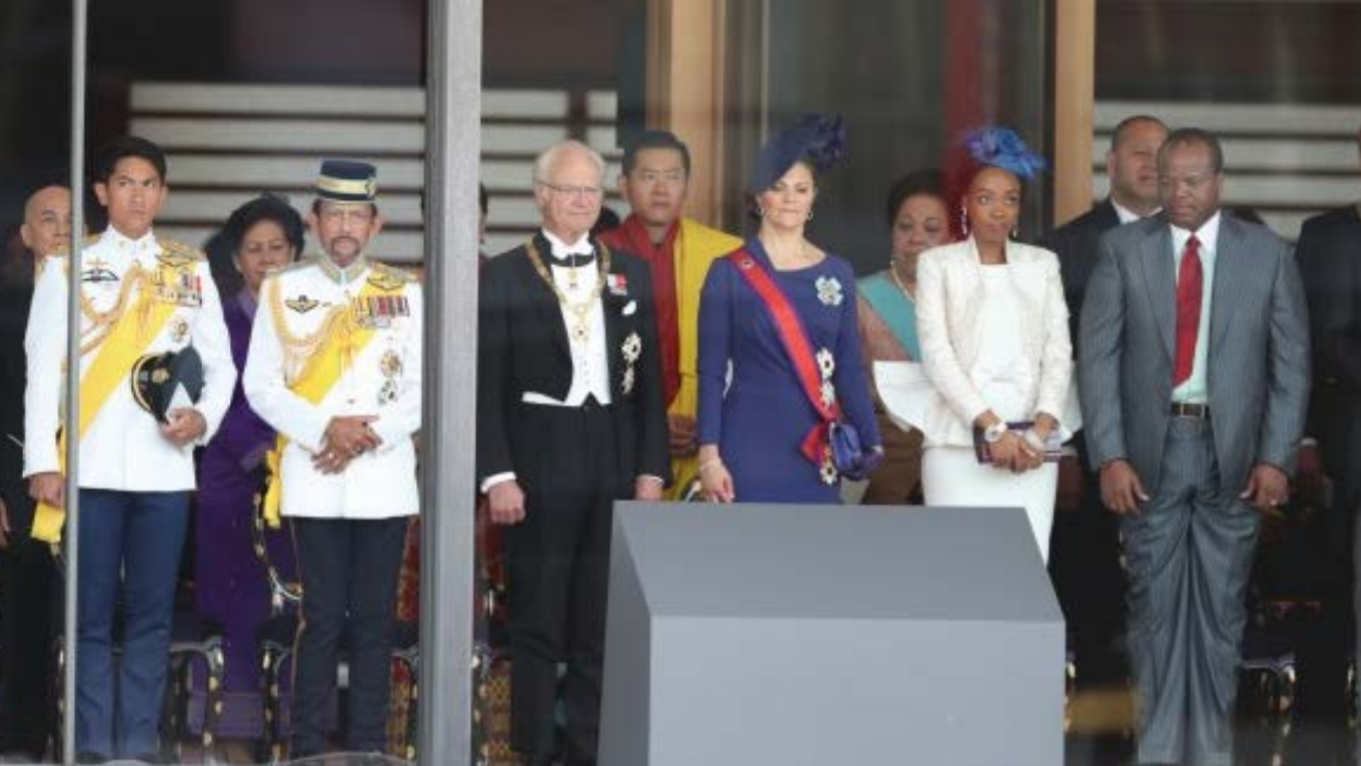
即位礼正殿の儀に出席するムスワティ3世国王（前列一番右、2019年）

### 二国間関係
日本は東アジア、エスワティニは南部アフリカに位置する国家であり、地理的に遠いため交流は少なく関係性は希薄。エスワティニは憲法が存在するものの国王の大権が認められている実質的な絶対君主制で、一方で日本は民主主義が定着しており国家方針も大きく異なる。また貿易も少額であるなど経済的な関係は小さく、エスワティニは南アフリカ共和国との関係性を重視している。ただし概ね友好国である。

### 日本要人のエスワティニ訪問
2002年には外務副大臣杉浦正健がアフリカ連合設立式典出席に合わせて南アフリカなど南部アフリカ諸国を歴訪し、その中にはエスワティニ(当時スワジランド)も含まれていた。杉浦はムスワティ3世に表敬を実施し、またエスワティニ首相バーナバス・シブシソ・ドラミニと会談を実施して日本のアフリカ投資などについて議論した。
2017年6月には外務大臣政務官武井俊輔がザンビア、ナミビアと並んでエスワティニ(当時スワジランド)を訪問。エスワティニのドラミニ首相ほか外相、財相など主要閣僚と会談を実施して経済支援や2025大阪万博などについての意見交換が実施された。

### エスワティニ要人の訪日
エスワティニ国王のムスワティ3世は1998年、第2回アフリカ開発会議出席のために初めての訪日を実施。その後、2003年の第3回、2008年の第4回、2013年の第5回にも連続出席している。特に2013年の訪日の際には安倍晋三との首脳会談を実施し、二国間関係の強化について話し合われている。2015年にも第3回国連防災世界会議出席のために訪日し、仙台市で再び安倍と首脳会談を実施している。さらに2019年にも王妃を伴って即位礼正殿の儀のために訪日し、安倍との4年ぶりの首脳会談では貿易の強化などが話し合われた。
2019年8月にはエスワティニのドラミニ首相が第7回アフリカ開発会議のため訪日。安倍と首脳会談を実施し二国間関係の強化が図られたほか、安保理改革や北朝鮮情勢について意見交換を実施した。

## 経済関係
日本の2018年対エスワティニ貿易は、輸出19.2億円に対し輸入1.5億円と日本の大幅な黒字となっている。主要な輸出品は自動車類であり、主要な輸入品はグレープフルーツを代表とする柑橘類である。
経済支援の面では日本はエスワティニの主要な援助国であり、2016年にはアメリカに次いで第2位の援助国となっている。ただし、アメリカは5642万ドルのエスワティニ支援を実施している一方で、日本は2位ながら118万ドルに留まり、アメリカの40分の1以下の金額であるなど大幅な差がある。2017年までの累計援助実績は有償資金協力44.12億円、無償資金協力117.36億円、技術協力45.7億円となっている。主要なODAは以下の通り。
- 「北部幹線道路建設事業(2001年、44.12億円)」‐有償資金協力。エスワティニに実施した唯一の有償資金協力事業で、柑橘類や砂糖の産地である北部において幹線道路の建設を支援した[30]。
- 「中等教育改善計画(2011年、11.43億円)」‐無償資金協力。中等学校12校に対し普通教室や理科室などの設置を支援[31]。
- 「包摂的な教育の推進のための中等学校建設計画(2017年、17.23億円)」‐無償資金協力。段差の解消やスロープの設置、障害に配慮したトイレの整備等、校内のバリアフリー化を施した中等学校4校の建設を支援し、また機材を整備[32]。

## 外交使節

### 駐エスワティニ日本大使
在南アフリカ日本大使が兼轄

### 駐日エスワティニ大使
| 代                                                     | 氏名                                   | 在任期間        | 官職名       | 備考                                                |
| ------------------------------------------------------ | -------------------------------------- | --------------- | ------------ | --------------------------------------------------- |
| 1                                                      | デヴィド・ドラミニ                     | 1991年 - 1998年 | 特命全権大使 | 信任状捧呈は11月22日 初代 ソウル常駐                |
|                                                        | F・ドラミニ                            | 1998年 - 1999年 | 臨時代理大使 | ソウル常駐                                          |
| 2                                                      | クリフォード・シブシソ・マンバ         | 1999年 - 2000年 | 特命全権大使 | 信任状捧呈は4月30日 ソウル常駐→クアラルンプール常駐 |
|                                                        | ノンブレロ・ルシャバ                   | 2000年 - 2003年 | 臨時代理大使 | クアラルンプール常駐                                |
| 3                                                      | マビリ・D・ドラミニ                    | 2003年 - 2008年 | 特命全権大使 | 信任状捧呈は9月17日 クアラルンプール常駐            |
| 4                                                      | ムプメレロ・ジョセフ・ンドゥミソ・ロペ | 2008年 - 2013年 | 特命全権大使 | 信任状捧呈は3月24日 クアラルンプール常駐            |
|                                                        | 空席                                   | 2013年 - 2015年 |              |                                                     |
|                                                        | シブシシウェ・ンゴメズル               | 2015年 - 2018年 | 臨時代理大使 | クアラルンプール常駐                                |
| ※2018/04/19 スワジランドからエスワティニ王国に国名変更 |                                        |                 |              |                                                     |
|                                                        | 空席                                   | 2018年 - 2024年 |              |                                                     |
| 5                                                      | メンジー・シポ・ドラミニ               | 2024年 -        | 特命全権大使 | 信任状捧呈は9月9日 クアラルンプール常駐             |